# Municipio de Rock Creek (condado de Guilford)
El municipio de Rock Creek (en inglés: Rock Creek Township) es un municipio ubicado en el  condado de Guilford en el estado estadounidense de Carolina del Norte. En el año 2010 tenía una población de 11.635 habitantes.

## Geografía
El municipio de Rock Creek se encuentra ubicado en las coordenadas 36°5′54.49″N 79°34′3.09″O / 36.0984694, -79.5675250.